# 마투라 헤라클레스

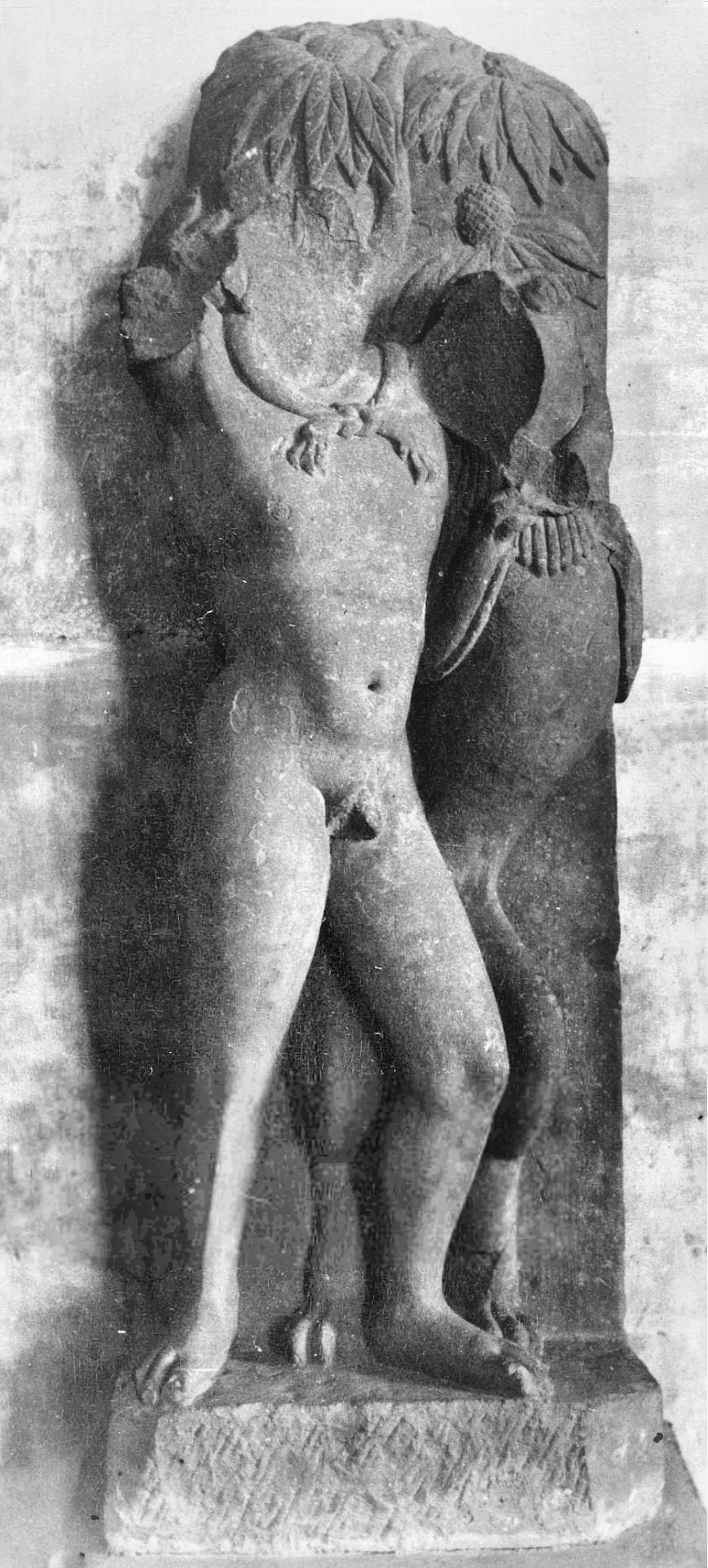
네메아의 사자를 목졸라 죽이는 마투라 헤라클레스 동상.

마투라 헤라클레스는 인도 마투라에서 발견된 네메아의 사자와 싸우고 있는 그리스 영웅 헤라클레스를 나타내는 것으로 추정되는 유명한 동상이다.

## 역사
이 동상은 19세기 말 마투라에서 알렉산더 커닝엄에 의해 발견되었다. 사자를 목 졸라 죽이는 훼손된 남성을 묘사하고 있다. 헤라클레스가 네메아의 사자를 목 졸라 죽이는 모습을 보여주는 외국 작가의 조각품으로 해석되고 있다. 그러나 수컷은 사자 가죽을 입고 있는데 다리가 목에 묶여 있는데, 이는 이미 사자 가죽을 입은 채 사자와 싸우는 모습을 보여 이 외국 예술가가 그리스 신화에 대한 완전한 지식이 부족했다는 증거로 해석되고 있다.
장면에서 사자와 싸우는 남자는 일반적으로 헤라클레스로 간주되지만 일부 저자는 서구 예술의 영향을 받은 인도 조각가가 예를 들어 크리슈나로 대표되는 것으로 표현했을 가능성이 있다. 헤라클레스의 전설에 해당하는 것으로 여겨지는 바수데바-크리슈나 숭배와도 연결될 수 있다.
동상은 현재 콜카타의 인도 박물관에 있다.

## 의미
동상은 리키안 아폴로의 동상과 유사하다. 발견 당시 커닝엄은 그 조각상이 헤라클레스와 네메아 사자의 것이어야 하며 마투라에 거주하던 그리스인을 위해 어떤 외국 예술가가 조각했을 가능성이 높다고 서술하였다. 이 동상은 일반적으로 그리스 예술의 영향을 받은 인도 예술의 사례로 간주된다. 제임스 할리에 따르면 마투라 헤라클레스와 같이 그리스에서 "그 출처를 직접 추적할 수 있는 간다라 조각상은 없다".

## 같이 보기
- 마투라 예술
- 메가스테네스의 헤라클레스
- 부테스바라 야크시스